# Thomas Béraud
Thomas Béraud (Berard) (zm. 25 marca 1273) – dwudziesty wielki mistrz zakonu templariuszy

## Życiorys
Nie mamy o nim informacji sprzed 1252. W 1258 jako wielki mistrz poparł w wojnie wenecko-genueńskiej  Wenecjan, chroniąc w Akce ich dzielnicę przed opanowaniem przez Genueńczyków.  
Rozwinął akcję dyplomatyczną mającą na celu uzyskanie pomocy finansowej i militarnej dla chylącego się ku upadkowi Królestwa Łacińskiego. Ostrzegał zachodnie mocarstwa zwłaszcza przed zagrożeniem mongolskim. 
W zakonie dążył do wzmocnienia dyscypliny i ścisłego przestrzegania reguły zakonnej.  